# Gazzetta Chimica Italiana
La Gazzetta Chimica Italiana è stata una rivista scientifica italiana, organo della Società chimica italiana.

## Storia
La rivista venne fondata a Palermo nel 1871. Nel dicembre 1997, ossia nel 127º anno dalla fondazione, in seguito a un accordo delle Società chimiche di Belgio, Francia, Germania, Paesi Bassi e Italia, gli organi nazionali delle società chimiche (rispettivamente, "Bulletin des Sociétés Chimiques Belges", "Bulletin de la Société chimique de France", "Chemische Berichte/Recueil", "Justus Liebigs Annalen der Chemie" e "Gazzetta Chimica Italiana") hanno cessato le pubblicazioni e si sono fuse per dare origine a due riviste europee di chimica: lo European Journal of Organic Chemistry e lo European Journal of Inorganic Chemistry.
La rivista aveva periodicità mensile. Gli articoli inizialmente erano in lingua italiana; negli ultimi decenni soprattutto in lingua inglese. ISSN 0016-5603.
Fra i fondatori della rivista occorre ricordare Stanislao Cannizzaro, ordinario di Chimica all'Università degli studi di Palermo, Francesco Selmi, professore di chimica farmaceutica e tossicologica presso l'Università di Bologna, Ugo Schiff, primo docente di chimica presso il Regio Museo di Fisica e Storia Naturale di Firenze, ed Emanuele Paternò, che nel 1873 subentrerà all'università di Palermo a Cannizzaro, trasferito alla Sapienza di Roma.